# Angus Og

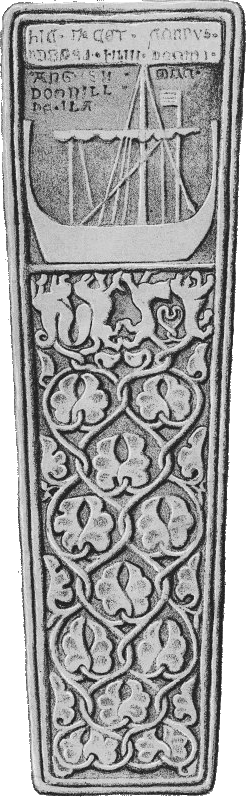
Möglicher Grabstein für Angus Og

Angus Og (auch Angus Óg oder Oig; eigentlich Angus Macdonald; † zwischen Juni 1314 und Oktober 1318 in Faughart) war ein schottischer Adliger.

## Herkunft
Angus Og entstammte der Familie Macdonald. Er war ein jüngerer Sohn von Angus Mor und wurde zur Unterscheidung von seinem Vater Angus Og (gälisch für der Jüngere) genannt. Nach dem Tod seines Vaters 1293 erbte zunächst sein älterer Bruder Alexander Macdonald die Insel Islay und die weiteren Besitzungen der Familie in Westschottland sowie den Titel Lord of the Isles. Neben den Einkünften aus ihrem Grundbesitz bestanden die Einkünfte der Familie gegen Ende des 13. Jahrhunderts vor allem aus Geldern, die sie für die Vermietung von westschottischen Söldnern nach Irland erhielten.

## Unterstützer des englischen Königs

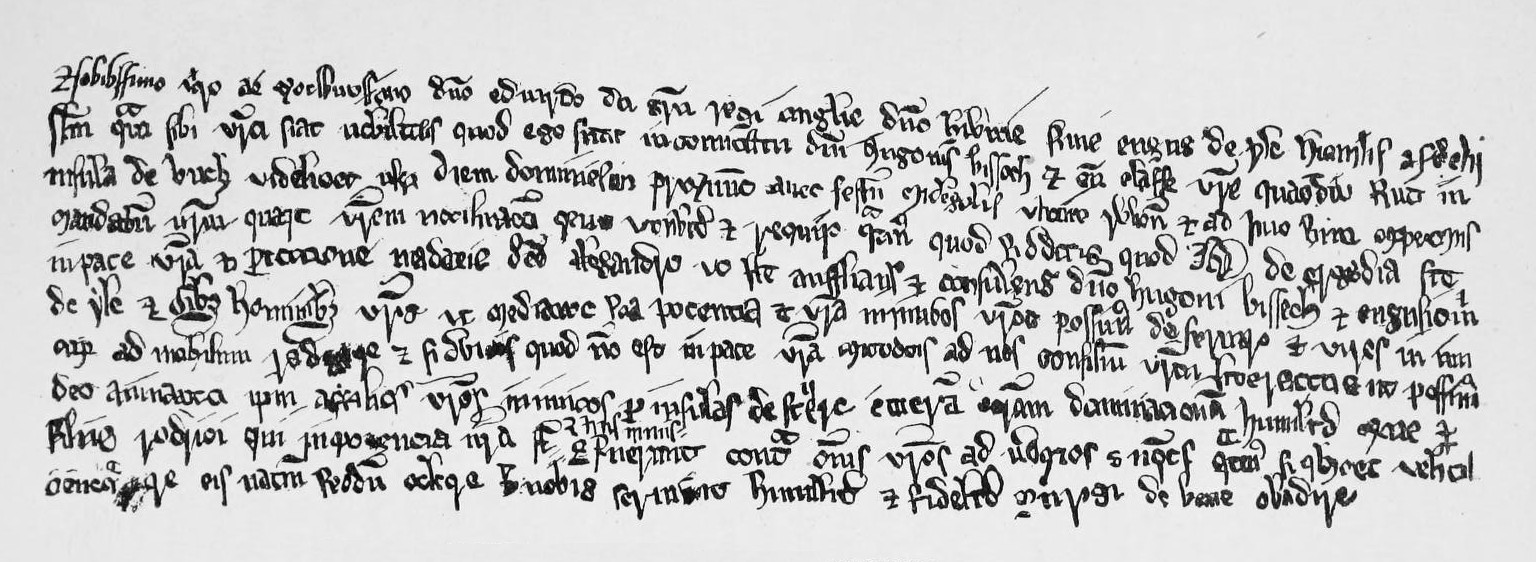
Faksimilie eines Briefes von Angus Og an den englischen König von 1301

In der politisch unruhigen Zeit im Schottland der 1290er Jahre kam es unter anderem um den Besitz der Halbinsel Kintyre zu einem erbitterten Konflikt zwischen den Macdonalds und der mit ihnen rivalisierenden Adelsfamilie der Macdougalls. 1296 besiegte der englische König Eduard I. den schottischen König John Balliol, setzte ihn ab und übernahm selbst die Herrschaft in Schottland. Während die Macdougalls die englische Herrschaft ablehnten, stand Alexander Macdonald, der Bruder von Angus Og, auf englischer Seite. 1299 starb Alexander aber im Kampf gegen die Macdougalls. Da sein Sohn Alexander Og zu jung war, um das Erbe zu übernehmen, wurde Angus Og neues Oberhaupt der Familie und übernahm den Titel Lord of the Isles. Er setzte auch den Krieg gegen die Macdougalls fort. 1301 war Angus Og mit dem Söldnerführer Hugh Bisset aus dem nordirischen Antrim und John Macsween, einem Adligen aus Knapdale, gegen die Macdougalls verbündet. Nach 1301 sollte im Auftrag von König Eduard I. eine Flotte unter John Macsween und Hugh Bisset Angus Og im Kampf gegen die Macdougalls und die mit ihnen verbündeten Macruarries unterstützen. Angesichts der Übermacht ihrer Gegner unterwarfen sich vermutlich auch die Macdougalls und die Macruaries dem englischen König, zumal auch andere schottische Magnaten wie Robert Bruce, Earl of Carrick die Seiten gewechselt hatten.

## Unterstützer von Robert Bruce
Nachdem auch seine Gegner, die Macdougalls, auf die englische Seite gewechselt und vom englischen König im Besitz ihrer Ländereien belassen worden waren, fühlte sich Angus Og von den Engländern für seine Unterstützung nicht ausreichend belohnt. Als 1306 Robert Bruce, Earl of Carrick sich zum König der Schotten erhob und damit den Kampf gegen die Engländer fortsetzte, wurde er von Angus Og unterstützt. Die Macdougalls wurden dagegen erbitterte Gegner von Bruce. Vermutlich hatte Angus Og bereits im März 1306 mit Bruce Verhandlungen geführt, als dieser bis nach Kintyre vorgestoßen war. Angus Og unterstützte Bruce aber nicht nur aus Feindschaft zu den Macdougalls, sondern hatte vermutlich auch weitere Kontakte zu Bruce. Möglicherweise war die Unterstützung von Bruce durch Angus Og innerhalb der Familie Macdonald aber nicht unumstritten. Für Bruce war die Unterstützung von Angus Og aber entscheidend, als er im Sommer 1306 nach mehreren Niederlagen aus Schottland flüchten musste. Angus Og verhalf dem geschlagenen König zur Flucht aus Dunaverty Castle. Zusammen mit Christina Macruarie und mit Unterstützung der Bevölkerung von Islay und Kintyre sorgte er dafür, dass sich Bruce auf den westirischen Inseln vor seinen Verfolgern in Sicherheit bringen konnte. Sie unterstützten ihn mit Männern und Schiffen und stellten vielleicht auch den Kontakt nach Irland her, wo Bruce weitere Unterstützter gewinnen konnte. Ende Januar oder Anfang Februar 1307 kehrte Bruce mit neuen Unterstützern nach Schottland zurück. Dort setzte er mit Unterstützung von Angus Og den Kampf gegen die Engländer fort. Donald of Islay, ein Cousin oder vielleicht sogar ein Bruder von Angus Og, war der Führer der Männer von den äußeren Inseln, die 1308 Edward Bruce, einen Bruder von Robert Bruce, in Galloway unterstützten. Im Sommer 1308 unterstützten die Macdonalds Bruce bei seinem Feldzug gegen die Macdougalls nach Argyll. Wahrscheinlich überfielen sie die Inseln im Besitz der Macdougalls und banden so einen Teil von deren Kräften. John Macdougall und schließlich auch sein Vater Alexander Macdougall flüchteten nach England, worauf Robert Bruce ihre Besitzungen beschlagnahmte. Der König verteilte ihren Besitz an seine Unterstützer. Angus Og erhielt vom Besitz der Macdouglls Ardnamurchan und von dem Besitzungen der ebenfalls vertriebenen Comyns Morvern, Duror, Glencoe und Lochaber. Alexander Og, der vermutlich der Sohn seines Bruders Alexander war, erhielt aus dem Besitz der Macdougalls die Inseln Mull und Tiree.

## Späteres Leben
Im Gegensatz zu seiner Unterstützung von Robert Bruce bei der Eroberung von Schottland bis 1308 gibt es über die Herrschaft von Angus Og auf Islay und auf Kintyre kaum schriftliche Zeugnisse. Auch über sein späteres Leben ist nur wenig bekannt. Während des englischen Feldzugs nach Schottland 1314 kämpfte er im Juni mit dem Aufgebot aus Islay auf schottischer Seite in der Schlacht von Bannockburn. Wahrscheinlich huldigte Angus Og 1315 dem schottischen König, als dieser nach Westschottland zog, um sich die Oberherrschaft über die westschottischen Inseln zu sichern. Möglicherweise war Angus Og der namentlich nicht genannte Führer der Macdonalds, der auf der Seite von Edward Bruce im Oktober 1318 in der Schlacht bei Faughart in Irland fiel.

## Heirat und Nachkommen
Angus Og hatte Aine Ni Cathan, die Tochter eines irischen Häuptlings, geheiratet. Mit ihr hatte er mindestens einen Sohn und eine Tochter:
- John MacDonald, Lord of the Isles († um 1387),
- Mary MacDonald ⚭ William Ross, 5. Earl of Ross.

Sein Erbe wurde sein Sohn John Macdonald, der aber noch minderjährig war. Der Tod von Angus Og und der Tod von Ruairi Macruarie schwächten jahrelang die Stellung der Macdonalds und Macruairis.